# Чивитела ин Вал ди Киана
Чивитѐла ин Вал ди Киа̀на (на италиански: Civitella in Val di Chiana) е село и община в централна Италия, провинция Арецо, регион Тоскана. Разположено е на 280 m надморска височина. Населението на общината е 9112 души (към 2010 г.).
Административен център не е село Чивитела а селото Бадия ал Пино (Badia al Pino).